# ترت-بوتیل برمید
ترت-بوتیل برمید (به انگلیسی: Tert-Butyl bromide) با فرمول شیمیایی C۴H۹Br یک ترکیب شیمیایی با شناسه پاب‌کم ۲۴۸۴۸۲۱۲ است. که جرم مولی آن 137.02 g/mol می‌باشد. شکل ظاهری این ترکیب، مایع بی‌رنگ است.